# Richard Hey

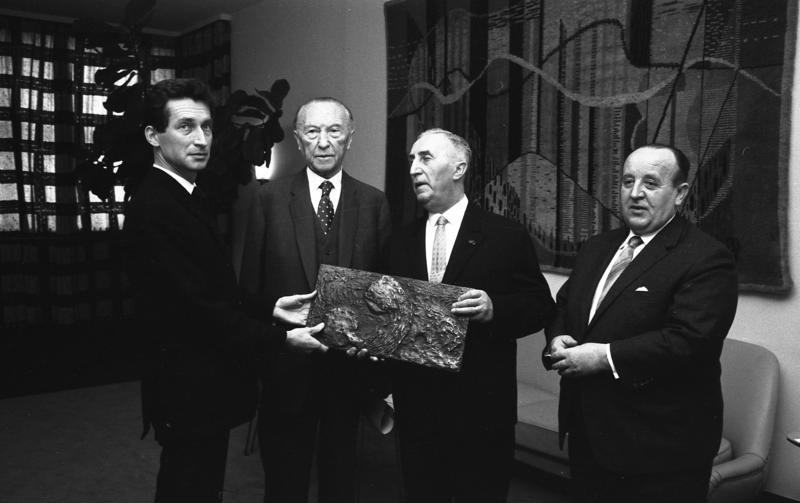
Richard Hey erhält den Hörspielpreis der Kriegsblinden (von links nach rechts: Richard Hey, Konrad Adenauer, Hans Ludwig, Hermann Höcherl)

Heinz-Richard Hey (* 15. Mai 1926 in Bonn; † 4. September 2004 in Berlin) war ein deutscher Schriftsteller und Hörspielautor.

## Leben

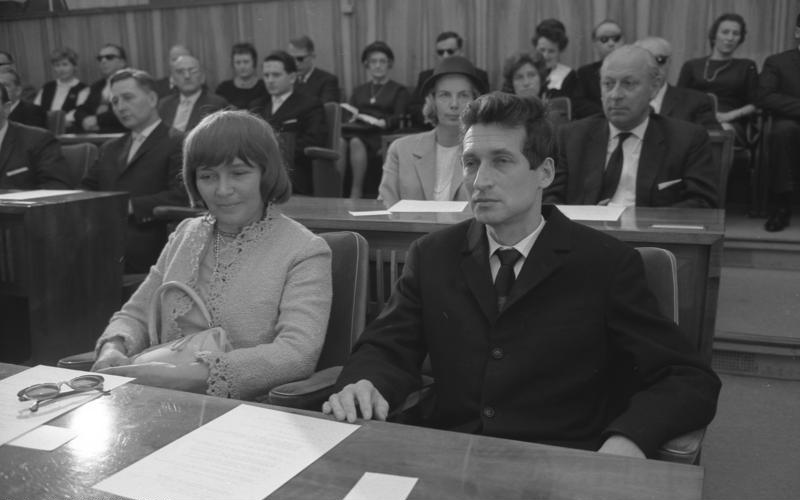
Verleihung des Hörspielpreises

Richard Hey war der älteste Sohn des Rechtsmediziners Rolf Hey und wuchs in Greifswald und Frankfurt am Main auf. Nach dem Ende des Zweiten Weltkrieges studierte Richard Hey der Jüngere Musik, Geschichte und Germanistik, allerdings ohne das Studium abzuschließen. Vor seiner schriftstellerischen Tätigkeit arbeitete er als Regieassistent und Musikkritiker.
Besonders bekannt wurde Richard Hey durch seine Kriminalromane und seine Hörspielfassungen der Bücher Sophies Welt und Der Name der Rose. Eine bekannte Serienheldin von ihm ist die Berliner Kommissarin Katharina Ledermacher. Außerdem schrieb er zahlreiche Drehbücher und betätigte sich als Übersetzer, u. a. der Komödien von Eduardo De Filippo. Von 1972 bis 1978 wirkte er – gemeinsam mit Uwe Timm, Uwe Friesel und Hannelies Taschau – als Herausgeber der AutorenEdition im Bertelsmann-Verlag.

## Auszeichnungen und Ehrungen
- 1955: Förderpreis des Schiller-Gedächtnispreises
- 1960: Gerhart-Hauptmann-Preis für Der Fisch mit dem goldenen Dolch
- 1965: Hörspielpreis der Kriegsblinden für Nachtprogramm
- 1983: Kurd-Laßwitz-Preis für Im Jahr 95 nach Hiroshima
- 1997: Friedrich-Glauser-Preis der Criminale – Kategorie Ehrenpreis

## Werke (Auswahl)

### Romane und Erzählungen
- Katharina-Ledermacher-Krimis:
  - 1973: Ein Mord am Lietzensee
  - 1975: Engelmacher & Co.
  - 1980: Ohne Geld singt der Blinde nicht
- 1981: Feuer unter den Füßen, Romanversion des Tatort-Krimis Der Mann auf dem Hochsitz
- 1982: Im Jahr 95 nach Hiroshima, SF-Roman
- 1986: Tödliche Beziehungen, Kriminalerzählungen
- 1990: Ein unvollkommener Liebhaber, Roman
- 1995: Die Löwenbändigerin und andere Geschichten, Kriminalerzählungen
- 1999: Das bodenlose Mädchen, Roman

### Hörspiele
- 1953: 19. November 1828 (gemeinsam mit Heinrich Böll)
- 1955: Tod eines Nichtschwimmers
- 1956: Olga 17
- 1956: Der Marquis von Marne (nach Gilbert Keith Chesterton)
- 1959: Pierre und Luce (Hörspielfassung der Novelle von Romain Rolland) – Regie: Friedhelm Ortmann (WDR)
- 1961: Die Ordnung siegt
- 1965: Plädoyer
- 1967: Die Ballade vom eisernen John
- 1967: Abends Kammermusik
- 1970: Mitbestimm-bestimmt-bestimmung (gemeinsam mit Uwe Friesel)
- 1971: Schlußwort. Monolog mit Musik
- 1971: Weihnachten – auch Regie (Hörspiel – SWF)
- 1972: Ende gut, alles schlecht
- 1973: Eine Liebesgeschichte (gemeinsam mit Lisa Kristwaldt)
- 1975: Andromeda im Brombeerstrauch
- 1975: Ballade von der Besetzung eines Hauses
- 1976: Lisa Kristwaldt: Tag der Verkäuferinnen – Regie mit Lisa Kristwaldt (Feature – NDR)
- 1978: Die Ameise, die mit einer Fahne winkte oder Dr. John Federbaums Universum
- 1979: Martinssons Fall
- 1979: Verschlossen und verriegelt (nach Maj Sjöwall/Per Wahlöö)
- 1981: Schloß Schönau oder Liebe und Schweigepflicht. Fotoroman fürs Radio
- 1983: Gipfeltreffen
- 1984: Winston & Julia 1984 zu Besuch – (Hörspiel – BR)
- 1985: Dr. John Federbaums Reise durch die Bundesrepublik im August des Jahres 2002...
- 1986: Der Name der Rose (nach Umberto Eco)
- 1990: Kelsterbachs Lieblinge
- 1992: Der Flug des Managers durchs Treppenhaus
- 1992: Familienglück

### Theaterstücke
- 1956: Thymian und Drachentod. Ein Stück in zwei Teilen
- 1957: Der Fisch mit dem goldenen Dolch. Stück in zwei Akten
- 1962: Weh dem, der nicht lügt. Komödie
- 1972: Kandid. Zwei Akte nach Voltaire
- 1976: Das Ende des friedlichen Lebens der Else Reber. Schau- und Hörstücke

### Fernsehfilme
- 1971: Szenen mit Elsbeth
- 1974: Sten Sievernich…
- 1978: Tatort: Der Mann auf dem Hochsitz
- 1978: Ein Mord am Lietzensee
- 1981: Es wäre nett, wenn Du vor mir stirbst (gemeinsam mit Lisa Kristwaldt)
- 1982: Feine Gesellschaft – beschränkte Haftung
- 1984: Nachtzug nach Berlin
- 1988: Ekkehard (gemeinsam mit Diethard Klante)
- 1991: Die Hallo-Sisters (gemeinsam mit Lisa Kristwaldt)
- 1993: Goldstaub
- 1994: Tatort: Laura mein Engel

### Erinnerungen
- Die schlafende Schöne in Formalin und andere frühe Erinnerungen. Ullstein, München 2003.